# Patuca
Patuca (en honor al Río Patuca) es un municipio del departamento de Olancho en la República de Honduras.

## Toponimia
Su nombre deriva de la proximidad al Río Patuca, que en lengua nativa significa: “Lugar del juego de azar”.

## Límites
Es el municipio de más reciente creación en el Departamento de Olancho.
| Orientación | Límite                          |
| ----------- | ------------------------------- |
| Norte       | Municipio de Catacamas, Olancho |
| Sur         | Municipio de Danlí, El Paraíso  |
| Sur         | Municipio de Trojes, El Paraíso |
| Este        | Municipio de Catacamas, Olancho |
| Oeste       | Municipio de Juticalpa, Olancho |

Patuca tiene una extensión territorial de 635.10 km².

## Historia
En 1888 pertenecía al circulo de Danlí.
En 1992 (29 de mayo), Patuca fue nombrado municipio, en el periodo del presidente Rafael Leonardo Callejas, siendo diputado, su fundador el señor Joaquín Rosales Barralaga.
En la década de 1960 el señor Rosales vivía en el Municipio de San Francisco de la Paz, Olancho, de donde era oriundo, y donde se dedicaba al café y la ganadería. Patuca estaba habitado por zambos, tribu de la Mosquitia. No había carreteras y los caminos eran de herradura, por lo que se tardaba unos diez días o más en llegar a su cabecera, Juticalpa.  El señor Joaquín Rosales viajó hasta esa localidad fascinado por la idea de que en las aguas de Río Patuca había oro. Invitó a tres amigos, uno de los cuales era su primo Julio Zúñiga. El viaje se vio frustrado en la primera ocasión, ya que las provisiones de comida que llevaban se hundieron en las profundidades del Río Patuca. Sin embargo, esto no impidió que surgiese en él el deseo de regresar y radicarse en estas tierras, por cuya belleza había quedado extasiado. 
Tras varios intentos, dos años después regresó para quedarse. Habitaba con las tribus locales y, aunque algunos años después algunos pobladores de las zonas más próximas intentaron cercar tierras, esto no fue posible ya que estas tribus les impidieron habitar en el lugar.  Años después, con la reubicación agrícola apoyada por el INA, se instalaron en el área algunos terratenientes, conscientes de que se trataba de una zona rica en tierras y fértil para ganadería y agricultura. Al único que no invadieron fue al líder carismático Joaquín Rosales. Este proporcionaba leche a las tribus y pobladores que se habían trasladado desde el sur de Honduras.  La ganadería fue introducida en dicha zona por el líder del municipio, y por otros pobladores que apostaron porque Patuca un día seria próspero.
Por su inteligencia y tenacidad, Joaquín Rosales logró cercar tierras en extensiones de más de 1.500 manzanas en la zona, convirtiéndose en el hombre más rico del Municipio de Patuca y dando empleo a muchas personas que venían de otros lugares con su familia a poblar las tierras descubiertas. Años después, fue diputado al Congreso Nacional en el periodo del licenciado Rafael Leonardo Callejas, dejando en herencia algunos de las construcciones más importantes de Patuca, como el Palacio Municipal, el Mercado Municipal que lleva su nombre, la empresa estatal Hondutel y el Colegio que lleva el nombre de su tío "Salatiel Rosales". Todo lo que existe hoy en Patuca es obra de este hombre valiente y persistente que le dio vida al municipio más nuevo del Departamento. 
A Joaquin Rosales se le conocen 6 hijos según el Registro Nacional de las personas, 4 con su esposa Josefa Paz con la que procreó a Ramona, María Luisa, Lucio Rafael, José Joaquín, En su segundo hogar Luis Fernando y Abigail Rosales.
Murió en el año 2011 en Tegucigalpa DC.
￼

### Alcaldes
- El municipio es regido por una corporación municipal, compuesta por un alcalde, un vicealcalde y ocho regidores. Desde su fundación los alcaldes y un diputado que ha tenido el Municipio son:

1992-1994. Joaquin Rosales Barralaga. Diputado. 
| Período     | Nombre                     | Partido Político |
| ----------- | -------------------------- | ---------------- |
| 1992 - 1994 | Francisco Moreno           | PN               |
| 1994 -1998  | Heliodoro Flores           | PL               |
| 1998 - 2002 | Andrés Abelino Betancourth | PL               |
| 2002 - 2006 | Andrés Abelino Betancourth | PL               |
| 2006 - 2010 | Andrés Abelino Betancourth | PL               |
| 2010 - 2014 | Minelio Ramírez            | PN               |
| 2014 - 2018 | Andrés Abelino Betancourth | PL               |
| 2018 - 2022 | Andrés Abelino Betancourth | PL               |
| 2022 - 2026 | Juan Carlos Colindres      | PN               |

## Población
Sus actuales pobladores llegaron procedentes del sur del país en la década de 1970 y 1980, producto del proceso de reubicación agrícola impulsado por Cáritas de Honduras y avalado por el Instituto Nacional Agrario (INA). Actualmente su población estimada es de 40.667 habitantes. Patuca ha crecido al paso de los años a un nivel muy rápido por la Agricultura, Ganadería y una gran inversión social.

## Educación
- Instituto "Oriental Nueva Choluteca", de carácter oficial (financiado por el Estado) posteriormente en el año de 1991, el 15 de abril, se funda por iniciativa del entonces diputado por el Departamento de Olancho, y fundador del municipio señor Joaquín Rosales, el "Instituto Salatiel Rosales", en memoria del Poeta del mismo nombre, tío del ahora occiso señor Rosales, el poeta también oriundo del Municipio de San Francisco de la Paz. el exdiputado (QDDG) Fundó un MERCADO MUNICIPAL que lleva su nombre, durante su periodo de diputado llevó la empresa estatal Hondutel a este municipio que estaba olvidado en las profundidades de una zona boscosa, con carreteras impenetrables, el actual PALACIO MUNICIPAL fue construido también por este hombre comprometido con la gente de llevar el desarrollo a esa localidad.
- La Escuela "Rafael Pineda Ponce" (ubicada en la cabecera Municipal antes denominada Nueva Palestina. En la actualidad el Instituto tiene su propio local, cuenta con laboratorios de Computación, Ciencias Naturales, Taller de Hogar y un terreno extra, que es donde los estudiantes de la Carrera del Bachillerato Técnico Profesional en Agroindustria hacen sus prácticas de Laboratorio y ofertas educativas en las modalidades de: Ciclo Común, Educación Comercial, Bachillerato en Ciencias y Letras y un Bachillerato Técnico Profesional en Agroindustria implementando para esta última carrera (que el año 2011 sacara su primera promoción de graduados) la metodología de "APRENDER HACIENDO").
- El Instituto Oficial se encuentra en la Comunidad de Terrero Blanco y ofrece a la población de esa parte del Municipio, Ciclo Común y Educación Comercial, mientras que el Instituto privado Centro de Educación a Distancia de Patuca (CEDISPA) comenzó a funcionar la segunda semana del mes de junio del año 2008.

El Municipio también cuenta con cinco Centros de Educación Básica ubicados en las Aldeas de: "La Laguna, El Ocotillal, La Libertad, Arenas Blancas y Nueva Apacilagua, que ofrecen educación hasta el noveno grado o Ciclo Común de Cultura General.

## Economía
Su principal actividad es la producción y comercialización de ganado vacuno, granos básicos y madera; aunque los bosques de la zona ya fueron arrasados, se tiene como tal la madera que se extrae desde el Municipio de Catacamas; se cultiva también yuca o mandioca, malanga (este producto casi siempre es para la exportación al mercado de los Estados Unidos de América, Canadá y Europa); productos de origen ganadero como leche y quesos que se procesan de manera artesanal.

## Infraestructura

### Telecomunicaciones
En el año 2002 inició sus operaciones una emisora de radio, la primera Radio Maravilla, denominada así en ese momento, su fundador Omar Mejía. Se trataba de una emisora de radio local que solo funcionó unos meses. Más tarde, la emisora retornó nuevamente pero no como Radio Maravilla. Esta nueva Radio se denominó Radio Nueva Palestina 1160 AM, también fundada por Omar Mejía, y retornó con más potencia. Es una reliquia, ya que fue la única Radio que inició desde abajo. Funcionaba con casete y no había una computadora ni un míxer. Se trata de la iniciativa de un campesino luchador que tuvo la idea de fundar una estación sonora. La Palestina sigue siendo en la actualidad la radio pionera, pues es la única Radio en AM, además de la más potente. Su señal alcanza todo Patuca, Juticalpa, Catacamas, Trojes, El Paraíso y hasta comunidades del  País Nicaragua. Su programación está adaptada a la gente mayor, Recuerdo, Gruperas, Ranchera y música de cuerda, y eso la hace la inmortal. La Palestina es una reliquia de Patuca, pues ha ido creciendo y desarrollándose con el Municipio.
Hoy Patuca es el lugar donde construyen la represa más grande de Honduras, un proyecto ambicioso realizado por una compañía china que da empleo a muchas personas de la zona. Patuca se perfila también como zona turística, donde algunos empresarios ya apuestan por la hostelería para dar servicio a las muchas personas que llegan a la zona para conocer la Represa Patuca 1, 2 y 3.

## División Política
Aldeas: 13 (2013)
Caseríos: 143 (2013)
| Código | Aldea                             |
| ------ | --------------------------------- |
| 152301 | Froylán Turcios o Nueva Palestina |
| 152302 | Arenas Blancas                    |
| 152303 | El Ocotillal                      |
| 152304 | Guineo Abajo                      |
| 152305 | Guineo Arriba                     |
| 152306 | La Laguna                         |
| 152307 | La Libertad                       |
| 152308 | Las Planchas                      |
| 152309 | Nueva Choluteca                   |
| 152310 | Onofio                            |
| 152311 | San Fernando                      |
| 152312 | Tepemechín                        |
| 152313 | Terrero Blanco                    |